# Eccoptarthrini
Eccoptarthrini (лат.) — триба вымерших насекомых из подсемейства Brenthorrhininae семейства цветожилов (Nemonychidae). Ранее таксону присваивали ранг семейства Eccoptarthridae или подсемейства Eccoptarthrinae.

## Классификация
По данным сайта Paleobiology Database, на июль 2021 года в трибу включают 4 вымерших рода с 9 видами:
- Astenorrhinus Gratshev & Zherikhin, 1995 (3 вида)
- Cratonemonyx Legalov, 2014 (1 вид)
- Eccoptarthrus Arnoldi, 1977 (3 вида)
- Procurculio Arnoldi, 1977 (2 вида)

Раньше в трибу включали больше родов, но в результате кладистических исследований их переместили в другие таксоны.

## Распространение
Самые ранние находки датируются среднеюрской эпохой: Eccoptarthrus crassipes Arnoldi, 1977 из Каратау в южном Казахстане, самые поздние — раннемеловой эпохой: из трансбайкальского региона России и Cratonemonyx martinsnetoi Legalov, 2014 из формации Сантана в Бразилии.